# Epiphryne verriculata
Epiphryne verriculata är en fjärilsart som beskrevs av Felder 1875. Epiphryne verriculata ingår i släktet Epiphryne och familjen mätare. Inga underarter finns listade i Catalogue of Life.

## Bildgalleri

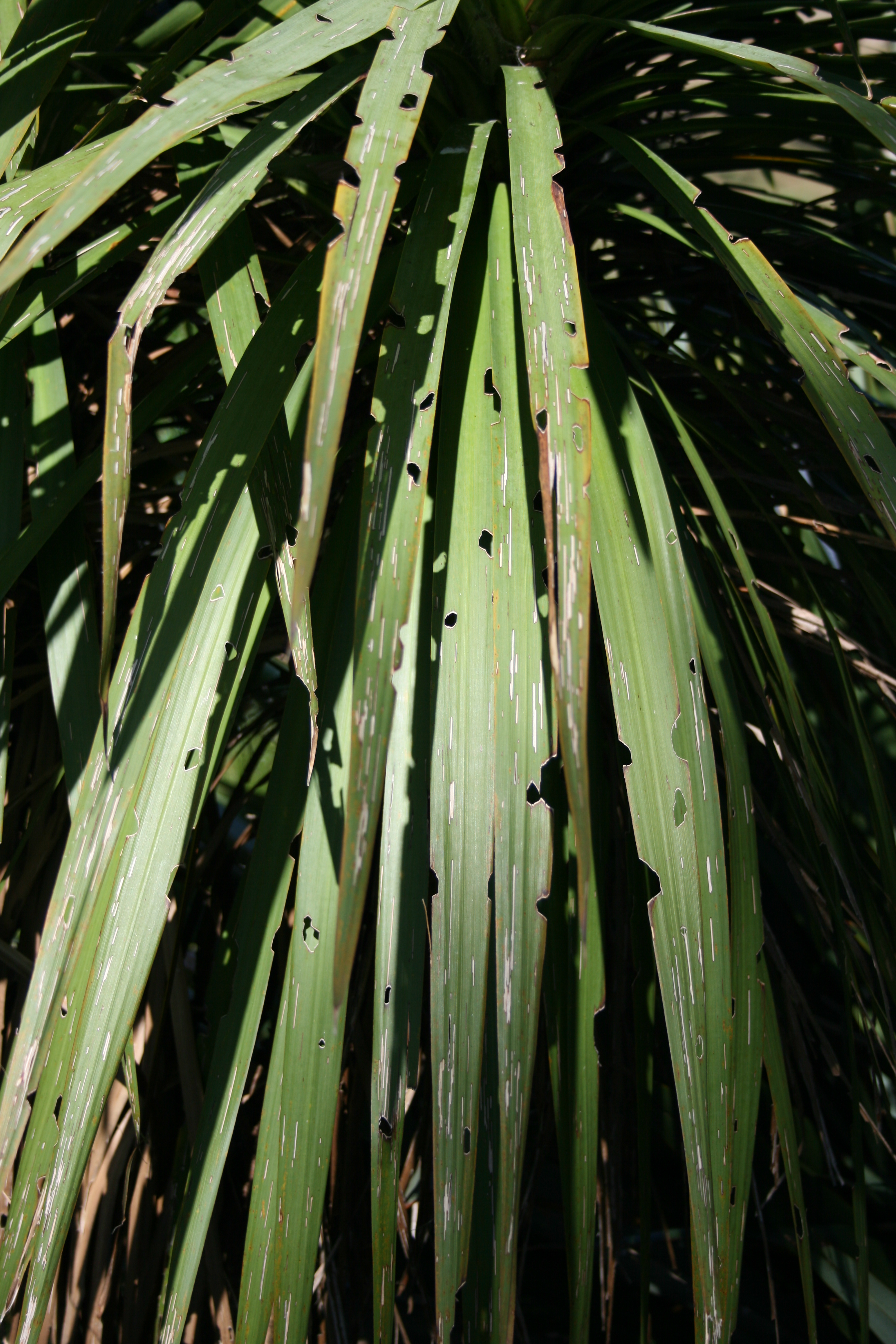